# Кирси, Павел Валентинович
Павел Валентинович Кирси (род. 12 апреля 1967) — российский военачальник, заместитель командующего 6-й Краснознамённой общевойсковой армией Западного военного округа, гвардии генерал-майор.

## Биография
Родился 12 апреля 1967 года. Курсант Рязанского высшего воздушно-десантного командного училища (1984—1988), учился в составе 11-й роты. Участник Первой чеченской войны, командовал батальоном 7-й гвардейской десантно-штурмовой дивизии во время кампании. В 2000—2002 годах учился в Общевойсковой академии ВС Российской Федерации, в 2002—2007 годах — командир 56-го отдельного гвардейского десантно-штурмового Донского казачьего полка, начальник Тульского территориального гарнизона.
В 2007—2010 годах командовал 102-й Краснознамённой военной базой в Гюмри, участвовал в восстановлении храма святой мученицы царицы Александры. С июня 2010 по июнь 2011 года — командующий 18-й пулемётно-артиллерийской дивизией. В 2012—2013 годах — заместитель начальника штаба Воздушно-десантных войск.
В 2013—2015 годах — слушатель Военной академии Генерального штаба ВС РФ, которую окончил с золотой медалью. С лета 2015 по март 2020 года командовал 106-й гвардейской воздушно-десантной дивизией, сменив на этом посту генерал-майора Дмитрия Глушенкова. 11 июня 2016 года указом Президента РФ № 276 «О присвоении воинских званий высших офицеров, специальных званий высшего начальствующего состава и классных чинов» присвоено воинское звание генерал-майор. Летом того же года участвовал в военной операции в Сирийской Арабской Республике.
Принимал Парад Победы в Туле в 2016, 2017, 2018 и 2019 годах. 31 июля 2017 года участвовал в открытии музея 106-й гвардейской воздушно-десантной дивизии, а с 1 по 12 октября 2019 года его дивизия проходила контрольную проверку под руководством заместителя командующего ВДВ генерал-майора Анатолия Концевого и была удостоена оценки «хорошо». Официальное прощание Кирси с личным составом 106-й гвардейской дивизии состоялось 2 марта 2020 года, когда был представлен новый командир дивизии. Позже в соответствии указом Президента РФ от февраля 2020 года генерал-майор Кирси был назначен заместителем командующего 6-й общевойсковой армией.

## Награды
Отмечен следующими государственными и ведомственными наградами:
 Россия
- Орден Жукова[15] (2016)[3]
- Орден Мужества
- Медаль ордена «За заслуги перед Отечеством» II степени с мечами
- Медаль Суворова
- Медаль «За отличие в военной службе» I, II и III степеней
- Медаль «За боевые отличия»
- Медаль «За воинскую доблесть» I степени
- Медаль «За отличное окончание военного образовательного учреждения высшего профессионального образования Министерства обороны Российской Федерации»
- Медаль «Участнику военной операции в Сирии»
- Медаль «Генерал армии Маргелов»
- Медаль «За боевое содружество»

 СССР
- Медаль «За отличие в воинской службе» II степени
- Медаль «За боевые заслуги»

 Армения
- Медаль «Маршал Баграмян»
- Медаль «Адмирал Исаков»